# Carlos Hank González
Pour les articles homonymes, voir González.
 (janvier 2021).
Si vous disposez d'ouvrages ou d'articles de référence ou si vous connaissez des sites web de qualité traitant du thème abordé ici, merci de compléter l'article en donnant les références utiles à sa vérifiabilité et en les liant à la section « Notes et références ».
Carlos Hank González, né en 1927 à Santiago Tianguistenco (es) dans l'État du Mexique et mort en 2001, surnommé El Profesor (« Le professeur »), est un homme politique et homme d'affaires mexicain.
Un rapport divulgué par le Centre National du Renseignement sur les Drogues (NDIC pour National Drug Intelligence Center) a indiqué que la présumée implication de Hank González dans le trafic de drogue et le blanchiment d'argent représentait à un moment donné "une menace criminelle significative pour les États-Unis". Le rapport du NDIC a également accusé Hank González de corruption politique, d'évasion fiscale, de corruption et d'achat de votes.

## Biographie

### Études et enseignement
Carlos Hank González est né à Santiago Tianguistenco dans l'État du Mexique. Il est diplômé de l'Escuela Nacional de Toluca (École Normale de l'enseignement primaire et supérieur) de México et devient professeur d'histoire et de biologie. De 1947 à 1951, il est professeur à la Secundaria Federal de Atlacomulco et, pour compléter ses revenus, il vend des bonbons en dehors de son métier.

### Carrière d’homme d’affaires
Il monte ensuite de petites entreprises qu’il échange contre de plus grandes, tout en se créant une liste de contacts parmi d’éminents politiciens. Il fonde un empire commercial d'intérêts bancaires et de transport, dont la fondation de la compagnie aérienne Taesa. En 1999, alors que Forbes estime sa richesse à environ 1,3 milliard de dollars américains, d'autres sources pensent que ce chiffre devrait être beaucoup plus élevé.

### Carrière politique
La carrière politique de Hank González commence quand il a déménage d'Atlacomulco à Toluca  pour prendre en charge le Departmento de Escuelas Secundarias y Profesionales de l'État du Mexique (Département des écoles professionnelles et secondaires) ainsi que l'Oficina de Juntas de Mejoramiento Moral, Cívico y Material (Office des Comités d'Amélioration Morale, Civique et Matérielle) entre 1952 et 1953. L'année suivante, il est responsable de la trésorerie de la municipalité de Toluca. De 1955 à 1957, il est président de l'ayuntamiento (mairie) de Toluca.
Son service fédéral commence en 1961 lorsqu'il devient membre du Congrès (diputado fédéral) pour la XLIVe législature. À l'apogée de sa carrière politique, il est gouverneur de l'État du Mexique de 1969 à 1975 et a été nommé « régent » (semblable au maire) de Mexico en 1976. Au niveau fédéral, il est secrétaire au tourisme de 1988 à 1990, date à laquelle il est nommé secrétaire à l'agriculture et aux ressources hydrauliques.
Considéré comme l'un des chefs de la vieille garde du Parti Révolutionnaire Institutionnel (PRI), il commence comme chef de la Delegación del Sector Popular aux congrès de district, d'État et nationaux du PRI, puis est délégué du parti pour les états de Chiapas, Tabasco, Campeche et Quintana Roo. Il gravit les échelons jusqu'à devenir membre de la Comisión Pólitica del Comité Ejecutivo Nacional et conseille les présidents du parti. Sa mort a non seulement laissé une place vacante dans la structure du parti du PRI, mais a également marqué la fin d'un cycle au Mexique. politique où le PRI a tout dominé.
Conformément à une disposition constitutionnelle alors en vigueur qui excluait les personnes dont le parent est né à l'étranger, il lui est interdit de se porter candidat à la présidence mexicaine : son père, Jorge Hank Weber, était allemand et colonel dans les armées allemande et mexicaine.
Cependant, Carlos Hank a eu une grande influence dans le parti PRI, culminant à la fin des années 1980 et au début des années 1990 sous la présidence de Carlos Salinas de Gortari. Chaque année, le 28 août, "Le professeur" organisait une grande fête dans son ranch appelé "Don Catarino" à Santiago Tianguistenco avec des milliers d'invités.
En tant que maire de Mexico, il a construit le système de routes Eje flacon et d'autres projets conçus pour rendre la ville plus conviviale pour les voitures.

### Mort
En 1997, Carlos Hank González subit une embolie. Il décéde en 2001 d'un cancer, après avoir passé les dernières années de sa vie aux États-Unis pour y suivre un traitement.

### Accusations criminelles
Un article publié dans les années 1990 -démenti par la suite par les autorités américaines et la source même de l'article- citait un prétendu brouillon (incomplet non officiel) d'un rapport connu sous le nom "White Tiger Executive Summary", selon lequel le Centre national de renseignement sur les drogues (NDIC) des États-Unis possédait des informations liant Hank à des activités criminelles, incluant des liens présumés avec des trafiquants de drogue tels qu'Amado Carrillo, Miguel Ángel Félix Gallardo, Ismael Zambada García et le Cartel de Tijuana. Le rapport affirmait également que Hank González exerçait un contrôle sur des banques américaines, des entreprises d'investissement et des casinos, qui auraient été présumément utilisés pour le blanchiment d'argent, ainsi que d'autres activités supposées. Toutefois, la procureur général des États-Unis, Janet Reno, a nié la véracité du projet de rapport et a souligné que la source présumée, un employé de l'agence, n'était plus en service actif. Dans une lettre, elle déclare qu'après un examen préliminaire du brouillon, il fut déterminé que le sujet du rapport "dépassait l'expertise substantielle et le domaine de responsabilité de la NDIC, et le projet a été abandonné".